# لیو هائو (قایقران کانو)
لیو هائو (انگلیسی: Liu Hao؛ زادهٔ ۶ سپتامبر ۱۹۹۳) قایقران کانو اهل چین است.
وی در مسابقات کشوری و بین‌المللی در مجموع برندهٔ ۲ مدال طلا، ۱ مدال نقره شده‌است.